# Pont du Ganter
Le pont de Ganter est un pont situé près de Brigue dans le Haut-Valais, Suisse, menant vers le col du Simplon.
Construit entre 1976 et 1980, il a une hauteur de 145 m au-dessus de la vallée. Il s'agit d'un type de pont extradossé avec tablier en poutre-caissons.
D'une longueur de 678 m au total (sa portée principale est de 174 m), sa construction a connu de nombreuses contraintes géologiques, il comporte sept piliers et aura coûté une vingtaine de millions de francs suisse.
De nombreuses personnes représentantes des autorités étaient présentes à l'inauguration du 18 décembre 1980, dont M. Franz Steiner, chef du Département des travaux publics, M. Hans Wyer, président du Conseil d’État du Valais, M. Bernard Comby, Conseiller d’État.

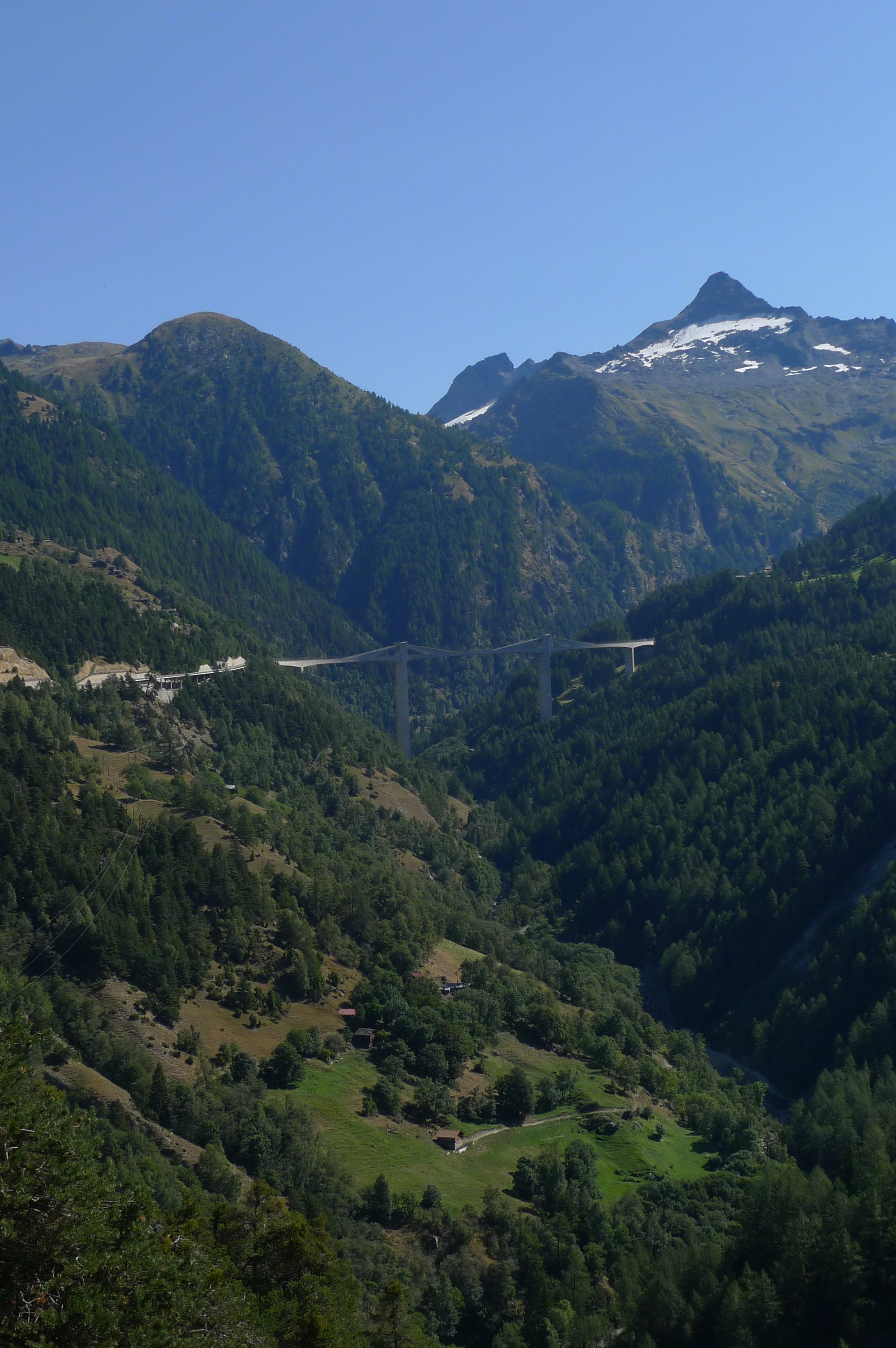
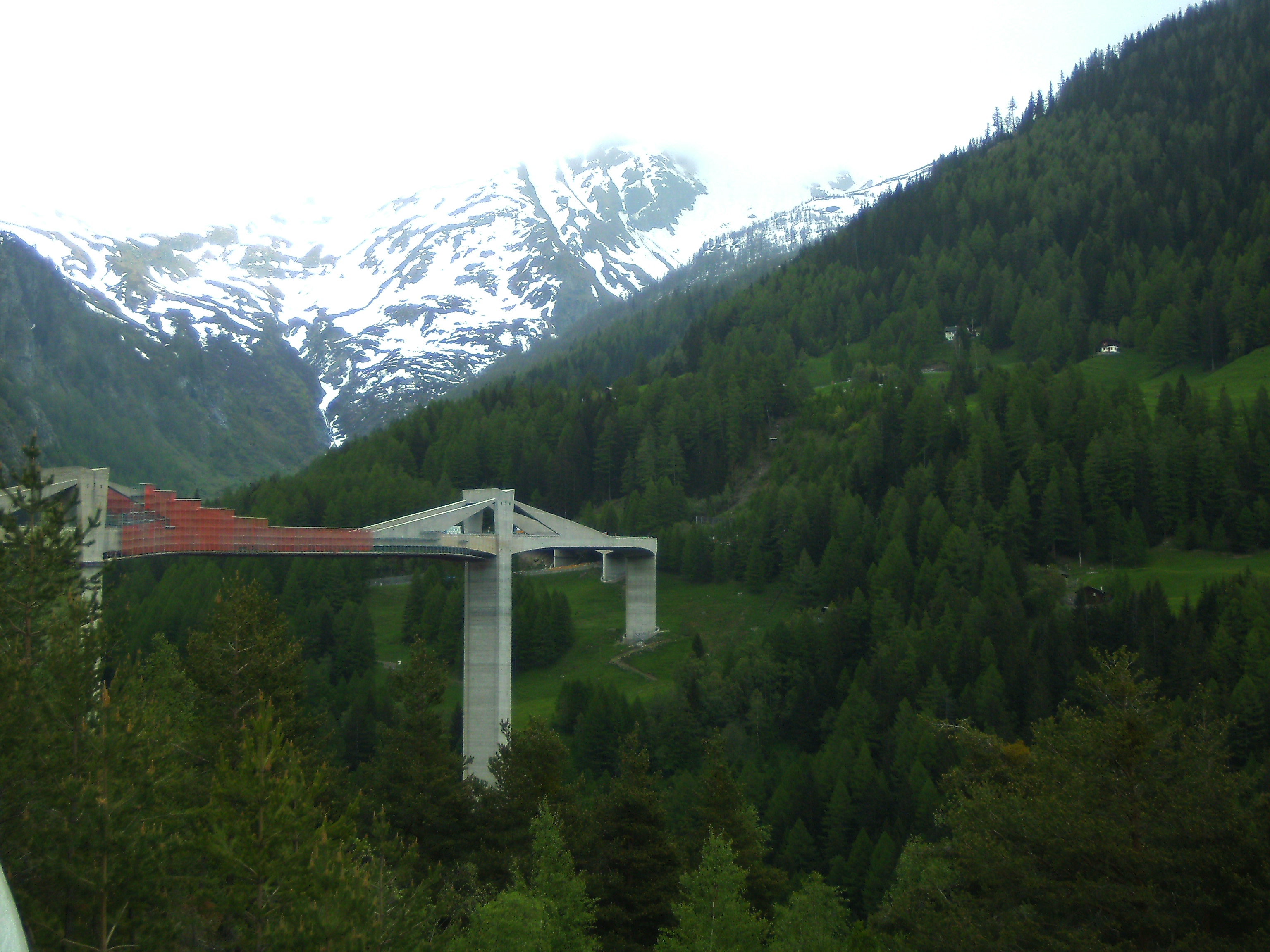
Rénovation en 2008
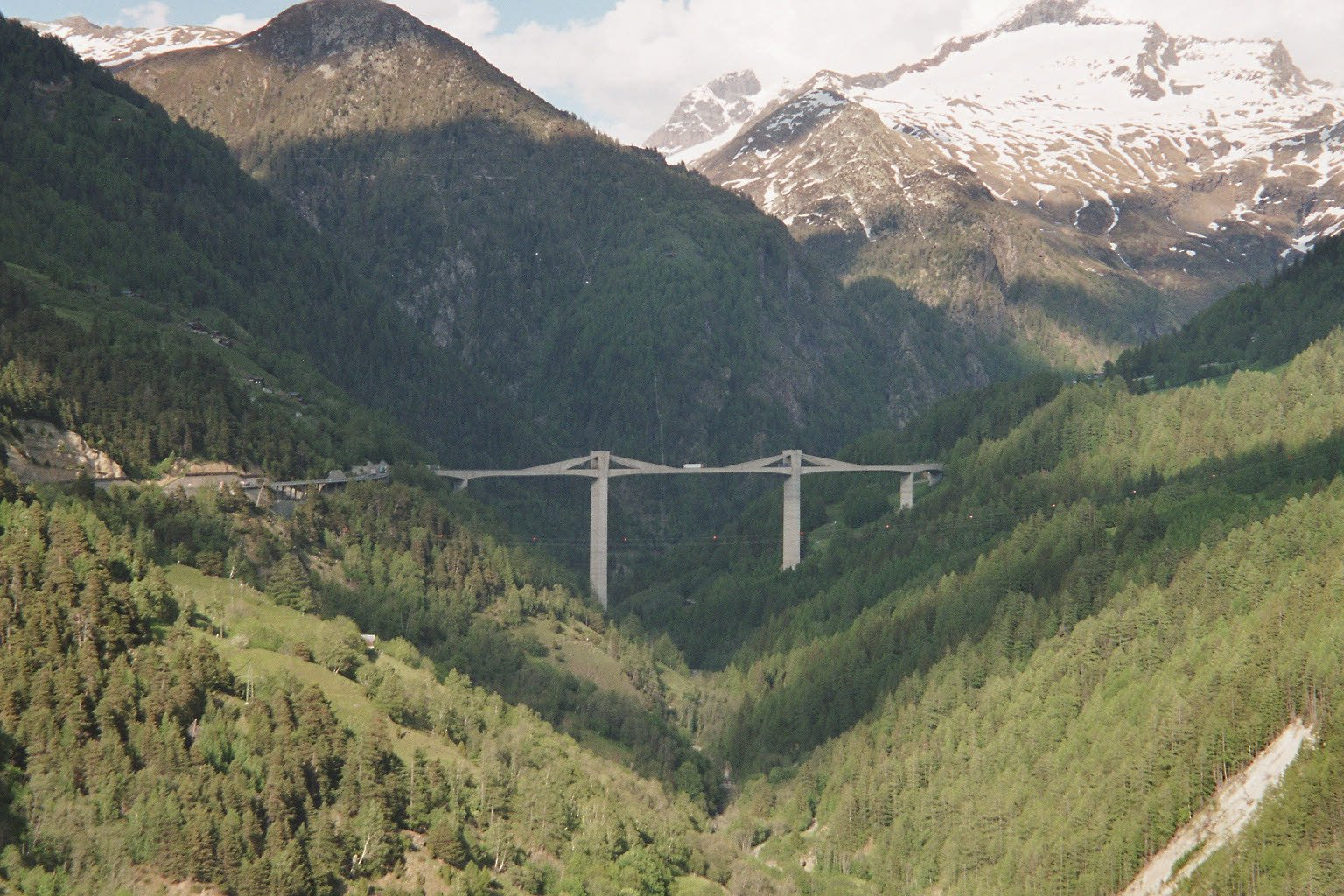